# ルイ・ブラランゲム

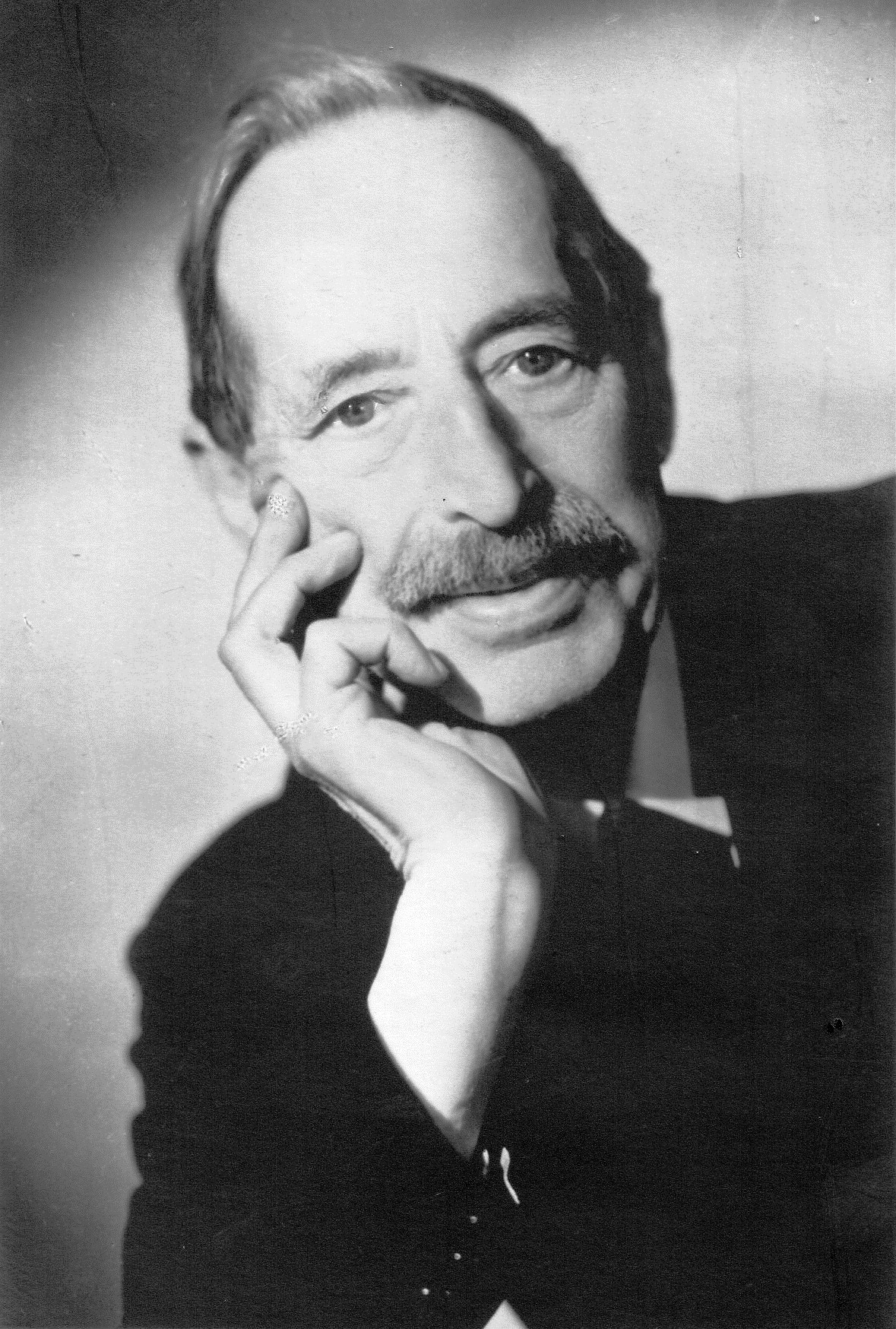
ルイ・ブラランゲム

ルイ・ブラランゲム（Louis Florimond Joseph Blaringhem 、1878年2月1日 - 1958年1月1日）は、フランスの農学者、植物学者である。

## 略歴
パ＝ド＝カレー県のロコンで教師の息子に生まれた。高等師範学校で学び、1902年に卒業した。1907年までに地質学、植物学の学位を得た。1909年からパスツール研究所で働き､パリ理科大学（fr:Faculté des sciences de Paris）、フランス国立工芸院で教え始めた。第一次世界大戦が始まると、1914年に歩兵として前線で戦い、1915年には、航空機製造の業務につき、多くの勲章を受勲した。戦争の後、パスツール研究所とパリ理科大学に戻った。
1818年にアンジェの樹木園を作った友人のガストン・アラール（fr:Gaston Allard）が没すると樹木園の園長を引き継ぎ、この仕事は終生続けた。
1819年に6ヶ月間、ハーバード大学で働き、その後もスウェーデン、オランダ、アメリカ、日本で国際的な活動をした。
植物遺伝学の専門家で、穀類の品種改良などに遺伝学の理論をフランスで最初に導入した科学者とされる。fr:Exposés de biologie végétaleやfr:Actualités scientifiques et industriellesなどの専門誌に300編以上の記事を執筆した。
1928年にフランス科学アカデミーの会員に選ばれた。1828年から1929年の間、日本とフランスの文化交流を目的にした東京の日仏会館の学長を務め、生物学に興味を持つ昭和天皇となんどか会見した。1929年には南アジアを訪れ、1930年から1949年の間はソルボンヌ大学の教授を務めた。1946年にパリで開かれた、世界大豆会議では、北京大学学長の李石曽（Li Yu Ying）やフランスの海外領土大臣マリウス・ムテット(fr:Marius Moutet)と名誉会長を務めた。
1930年にはフランス植物学会の会長を務め、1947年には科学アカデミーの会長も務めた。

## 著作
- Mutation et traumatismes, Paris, 1907, 249 p.
- Les transformations brusques des êtres vivants, Paris, Ernest Flammarion, Bibliothèque de philosophie scientifique, 1911, 353 p.
- De la méthode dans les sciences, 2e série, Benjamin Baillaud, Léon Bertrand, Louis Blaringhem, Émile Borel, Éd. Félix Alcan, Nouvelle collection scientifique,  1911.
- Le perfectionnement des plantes, Paris, Ernest Flammarion, 1913, xii-192 p.
- Les problèmes de l'hérédité expérimentale, Paris, Ernest Flammarion, Bibliothèque de philosophie scientifique, 1919, 317 p.
- Pasteur et le transformisme, Paris, Masson, 1923, XIV-261 p.
- Principes et formules de l'hérédité mendélienne, Paris, Gauthier-Villars, 1928,	XIII-191 p.
- Caractères morphologiques et anatomiques utilisés pour la classification des Phanérogames et des Cryptogames vasculaires, Cours professé à la Faculté des sciences de Paris, 1929-1930, 162 p.
- Les inflorescences et les fleurs, Cours professé à la Faculté des sciences de Paris, 1930-1931, 90 p.